# Ichneumon punctulatus
Ichneumon punctulatus là một loài tò vò trong họ Ichneumonidae.